# Burg Quakenbrück
Die Burg Quakenbrück ist eine abgegangene Burg des Bistums Osnabrück in der Stadt Quakenbrück im Landkreis Osnabrück in Niedersachsen.

## Geschichte
Die Burg Quakenbrück wurde zwischen 1227 und 1234 vom Hochstift Osnabrück als Grenzburg gegen die Grafschaft Tecklenburg, die das Territorium von Norden aus bedrohte, errichtet. Diese Aufgabe war mit dem Friedensvertrag von 1236, der die tecklenburgische Macht stark beschnitt, aber im Grunde hinfällig. Die Burg wurde von Burgmannen verwaltet, die zuerst aus dem Jahr 1248 überliefert sind. in einer Urkunde des Jahres 1279 werden 13 von ihnen namentlich genannt. Das Hauptgebäude bestand ursprünglich aus einem Fachwerkbau, der wohl dem Stadtbrand von 1383 zu Opfer fiel und durch ein Steinwerk ersetzt wurde.
Militärische Bedeutung erlangte die Burg nur noch zwischen 1397 und 1400 im Zuge einer erneuten Auseinandersetzung zwischen dem Osnabrücker Bischof und dem Grafen von Tecklenburg. Um 1500 wurde sie abgerissen, an ihre Stelle trat ein einfacher Burgmannensitz. Dieser wurde 1540 erstmals erwähnt und 1970 durch ein modernes Gebäude ersetzt.

## Beschreibung
Die Burg wurde auf einer von Wasser umflossenen Uferdüne der Hase errichtet. Die Hauptburg nahm ein fast quadratisches Areal von 60 × 65 m Größe ein, das eventuell leicht aufgehöht war. Ihre Befestigung bestand aus einem ca. 15 m breiten Graben mit vorgelagertem Wall. Pfostenlöcher am Rand der Innenfläche stammen sehr wahrscheinlich von einer Palisade. Das darauf befindliche Burggebäude war in Fachwerkbauweise errichtet worden und wurde nach den Grabungsbefunden durch einen Brand zerstört. Die Gestalt des daraufhin errichteten Steingebäudes konnte bei den Ausgrabungen nicht geklärt werden, da sein Standort gegenüber dem Vorgängerbau nach Südwesten in den Bereich der heutigen Burgstraße verlagert wurde. Von der übrigen Burgfläche war es durch einen 5 m breiten und 3,6 m tiefen Spitzgraben separiert. Bei archäologischen Untersuchungen kam ein dendrochronologisch auf das Jahr 1317 datierter Kastenbrunnen zutage.